# سلمى ماوليدي
سلمى ماوليدي ناشطة في مجال حقوق المرأة التنزانية، والمديرة التنفيذية لمؤسسة أخوات صحيبه، وهي أول مؤسسة ناشطة نسوية في تنزانيا. وصفتها مؤسسة هاينريش بول بأنها «ناشطة فكرية واجتماعية عامة لها جذور في حركة المرأة والمجتمع المدني في المنطقة ومستوحاة عالميًا من الوعد بتحرير الإمكانات البشرية».